# コフキトンボ
コフキトンボ（学名：Deielia phaon）は、トンボ科に属するトンボの一種。

## 概要
日本全国でひろく見られる。成虫の翅は基本的に透明だが、メスの一部は翅に黒色の帯状の模様を有する。このような個体は「オビトンボ型」と呼ばれる。